# Eremocoris semicinctus
Eremocoris semicinctus är en insektsart som beskrevs av Van Duzee 1921. Eremocoris semicinctus ingår i släktet Eremocoris och familjen Rhyparochromidae. Inga underarter finns listade i Catalogue of Life.